# إنجي خير الله
إنجي خير الله لاعبة إسكواش مصرية محترفة. وُلدت في 5 ديسمبر 1981. احتلت المرتبة 33 في التصنيف العالمي في مايو 2011 ووصلت إلى مستوى عالٍ من الاحترافية. باحتلالها المرتبة 11 في يوليو 2010. وكانت قد احتلت مركز الصدارة في 1999 عندما فازت مع أمنية عبد القوي وإيمان الأمير بلقب فريق الناشئين العالمي، كما وصلت هي نفسها إلى دور نصف النهائي في مسابقات فردي السيدات.
وبحلول 2002، كانت قد انضمت إلى أفضل 30 لاعب ولاعبة عالمياً، لكنها لم تتقدم أكثر من ذلك إلا في عام 2005 عندما بدأت في التألق بثبات بدلاً من انتصارات المباريات العرضية. وذلك عندما فازت إنجي بثلاث بطولات في ذلك العام، بما في ذلك بطولة الإسكندرية المفتوحة تلك البطولة الحامية التي تغلبت فيها على اللاعبة أمنية عبد القوي في الدور قبل النهائي.
استمرت إنجي في تألقها بفوزها مرة أخرى على أمنية عبد القوي في بطولة أبواميس المفتوحة في 2006. ووصولها إلى نهائي بطولة تكساس المفتوحة عبر استمرار تغلبها على أمنية عبد القوي وتغلبها على ناتالي غرينجر، إضافة إلى وصولها إلى نصف نهائي بطولة الغردقة الدولية. أهلتها هذه النتائج لتصبح ضمن أفضل 20 لاعب ولاعبة عالمياً.
كان هناك مواجهة مدوية بين إنجي ونور الشربيني، اللاعبة المصرية التي كانت تبلغ من العمر 13 عاماً عندما دخلت التاريخ بعد ذلك بوصفها أصغر لاعبة على الإطلاق تصل إلى نهائي بطولة الاتحاد الدولي للاعبات الإسكواتش (WISPA) في الجولة العالمية التي عُقدت في القاهرة، يونيو 2009. احتلت إنجي بعدها المرتبة 22 عالمياً وكانت في أعلى صدارة بطولة (ATCO Miro Classic) التي عُقدت في القاهرة. كانت النتيجة النهائية للمواجهة الدرامية 11-8، 11-9، 7-11، 7-11، 11-7 واستغرق الشوط الأخير أكثر من ساعة.
استمر التنافس بين إنجي وأمنية عبد القوي خلال السنوات التالية عندما تواجهتا في المباراة النهائية لبطولة الغردقة الدولية للسيدات في عام 2010 حيث كانت اللاعبتان المؤهلتان مصريتان لأول مرة في نهائي البطولات الدولية. وقبل هذه المباراة النهائية، كانت أمنية عبد القوي قد خسرت أمام إنجي خير الله في جميع البطولات الخمس السابقة منذ عام 2005، على الرغم من تقدم إنجي على أمنية طوال حياتها المهنية. فقد استطاعت أمنية أن تحقق فوزاً ساحقاً على إنجي في هذه المباراة النهائية بنتيجة 11-4، 11-8، 14-12.
ومن المعروف عن إنجي أنها استخدمت مضرب رأسي خلال معظم حياتها المهنية.

## حياتها الخاصة
متزوجة من لاعب الاسكواش المصري كريم درويش.

## وصلات خارجية
- إنجي خير الله على موقع SquashInfo.com (الإنجليزية)
- إنجي خير الله profile on the WISPA